# Bupleurum mundii
Bupleurum mundii är en flockblommig växtart som beskrevs av Adelbert von Chamisso och Diederich Franz Leonhard von Schlechtendal. Bupleurum mundii ingår i släktet harörter, och familjen flockblommiga växter. Inga underarter finns listade i Catalogue of Life.